# И изгрява слънце
И изгрява слънце (на английски: The Sun Also Rises) е роман на Ърнест Хемингуей, публикуван през 1926 г. Основан е на реални събития. Публикуван е и с алтернативното заглавие „Фиеста“. В него са представени американски и британски имигранти, които пътуват от Париж до фестивала на Сан Фермин в Памплона, за да наблюдават борбите с бикове. Един от ранните модернистични романи, той получава смесени отзиви при публикуването. Биографът на Хемингуей Джефри Майерс обаче пише, че сега „е признат за най-голямото произведение на Хемингуей“, а Линда Вагнер-Мартин го нарича най-важният му роман. Романът е публикуван в САЩ през октомври 1926 г. Година по-късно Джонатан Кейп публикува романа в Лондон под заглавието „Фиеста“.
Основата на романа е пътуването на Хемингуей до Испания през 1925 г. Обстановката е уникална и запомняща се, изобразяваща живота в кафенетата в Париж и вълнението от фестивала в Памплона, с раздел, посветен на описанието на риболова в Пиренеите. Редкият стил на писане на Хемингуей, съчетан със сдържаното използване на описанието за предаване на характеристики и действие, демонстрира неговата „теория на айсберга“ на писане.
Романът е „роман с ключ“: героите са базирани на реални хора от кръга на Хемингуей, а действието се основава на реални събития. Хемингуей представя схващането си, че „изгубеното поколение“ - считано за упадъчно, разпуснато и безвъзвратно увредено от Първата световна война - всъщност е устойчиво и силно. Хемингуей изследва темите за любовта и смъртта, съживяващата сила на природата и концепцията за мъжествеността.